# Traité de Vitry
Le traité de Vitry en Perthois est un traité conclu à l'automne 1142 entre le roi de France   Louis VII et le comte Thibaud de Champagne, à l'issue de l'invasion de la Champagne par Louis VII. Cette invasion a été marquée par l'occupation de Reims et Châlons-en-Champagne, et surtout par la mort de 1500 personnes, brulées vives dans l'incendie de l'église de Vitry-en-Perthois. C'est le  drame de Vitry en Perthois qui fut reproché au roi, bien qu'il n'en ait semble-t-il pas donné l'ordre 
Faisant suite à la querelle de l'investiture de l'archevêque de Bourges, Primat d'Aquitaine, qui  exerce son autorité de métropolitain sur la plus grande partie du Massif Central, le roi avait juré de ne pas permettre l'investiture de  Pierre de La Châtre marquant la primauté du spirituel sur le temporel, parallèlement à l'interdit jeté par le pape contre Raoul de Vermandois à la suite de son mariage avec Pétronille d’Aquitaine, sœur d'Aliénor d'Aquitaine, donc belle sœur de  Louis VII.
Le traité de Vitry instaurant un statu quo entre la France et la Champagne, n'a apaisé que temporairement le conflit religieux qui oppose le roi au pape Innocent II à propos de l'élection de Pierre de La Châtre à l’archevêché de Bourges voulu par le pape contre Cadurc le chancelier et chapelain du roi puis secondairement, Macaire, Abbé de   l'Abbaye de la Sainte-Trinité de Morigny (1140-1144), souhaité par le roi.
Cette situation durera jusqu'en avril 1144, et sera débloquée par la conférence qui se tiendra à St Denis en présence de Bernard de Clairvaux et surtout la décision annoncée à Noël 1145 du roi Louis VII  de prendre la croix pour la Deuxième croisade